# 29843 Brucesoper
29843 Brucesoper este o planetă minoră (asteroid), cu un diametru de 8,425 km, din centura de asteroizi. A fost descoperită pe 22 martie 1999 la Stația Anderson Mesa de Lowell Observatory Near-Earth-Object Search. 
Obiectul prezintă o orbită caracterizată de o semiaxă mare de 3,1962078 UAi, o excentricitate de 0,17, o înclinație de 13,32215 ° în raport cu ecliptica.